# Jozef Tokár
Jozef Tokár (18. ledna 1914 Bacúch – 15. prosince 1978) byl slovenský a československý politik Komunistické strany Slovenska a poúnorový poslanec Národního shromáždění ČSR a Slovenské národní rady.

## Biografie
Po volbách roku 1948 byl zvolen do Národního shromáždění za KSČ ve volebním kraji Bratislava. Mandát nabyl až dodatečně v únoru 1950 jako náhradník poté, co rezignoval poslanec Jozef Brúha. V parlamentu zasedal do konce funkčního období, tedy do voleb roku 1954. Ve volbách roku 1954 byl zvolen do Slovenské národní rady. V letech 1953-1957 se uvádí jako člen či kandidát Ústředního výboru Komunistické strany Slovenska.